# Contipus kristenseni
Contipus kristenseni är en skalbaggsart som först beskrevs av Heinrich Bickhardt 1911.  Contipus kristenseni ingår i släktet Contipus och familjen stumpbaggar. Inga underarter finns listade i Catalogue of Life.